# Retardateur (photographie)
Pour les articles homonymes, voir Retardateur (homonymie).
 (août 2015).
Si vous disposez d'ouvrages ou d'articles de référence ou si vous connaissez des sites web de qualité traitant du thème abordé ici, merci de compléter l'article en donnant les références utiles à sa vérifiabilité et en les liant à la section « Notes et références ».
Un retardateur est un dispositif intégré à la plupart des appareils photo pour permettre de repousser la prise de vue quelques secondes après la pression sur le déclencheur. Ce délai permet au photographe de se placer dans le cadre, d'y adopter une pose et finalement de réaliser un autoportrait.
À l'origine, le retardateur consistait en une sorte de minuterie qu'on remontait en actionnant un petit levier et qui était lancé en appuyant sur le déclencheur. La minuterie produit un petit « bzzzzzzzt » continu très caractéristique. Sur les appareils bas-de-gamme, ce système était assez délicat (mécanisme d'horlogerie) et ne permettait pas de savoir exactement le temps restant avant la prise de vue. Sur les Leica III f et les Leica M : M3, M4, etc., il était parfaitement fiable.
Actuellement, les retardateurs sont à commande électronique et exécutent une séquence semblable à :
1. Une succession de bips assez lente.
2. Une accélération de la cadence quelques secondes avant le déclenchement.

Certains appareils ont une petite lumière qui clignote au même rythme que le son si on devait utiliser le retardateur dans un endroit bruyant. Ils peuvent aussi parfois être programmés en durée avant prise de vue.

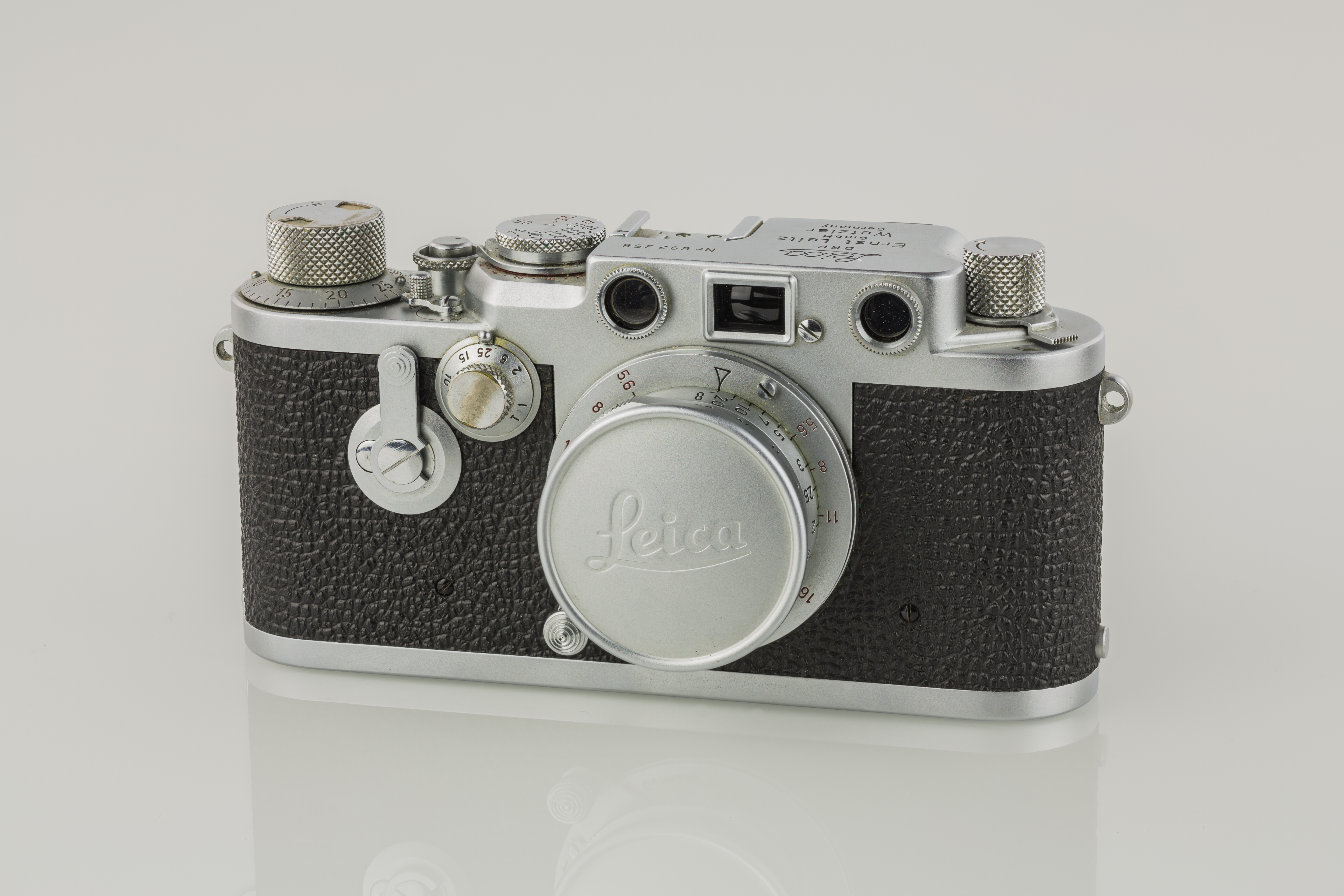
Leica IIIf (1954) avec retardateur
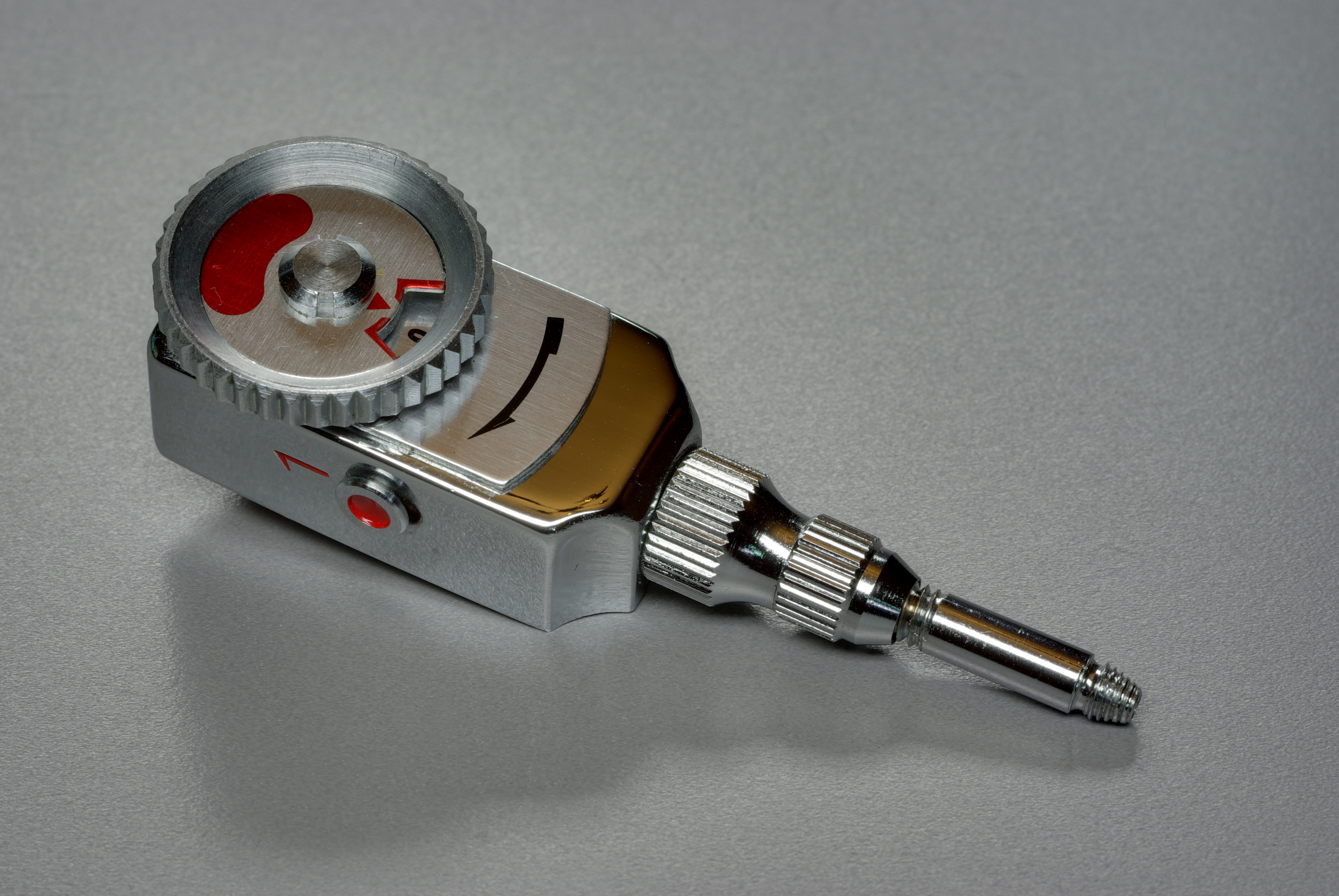
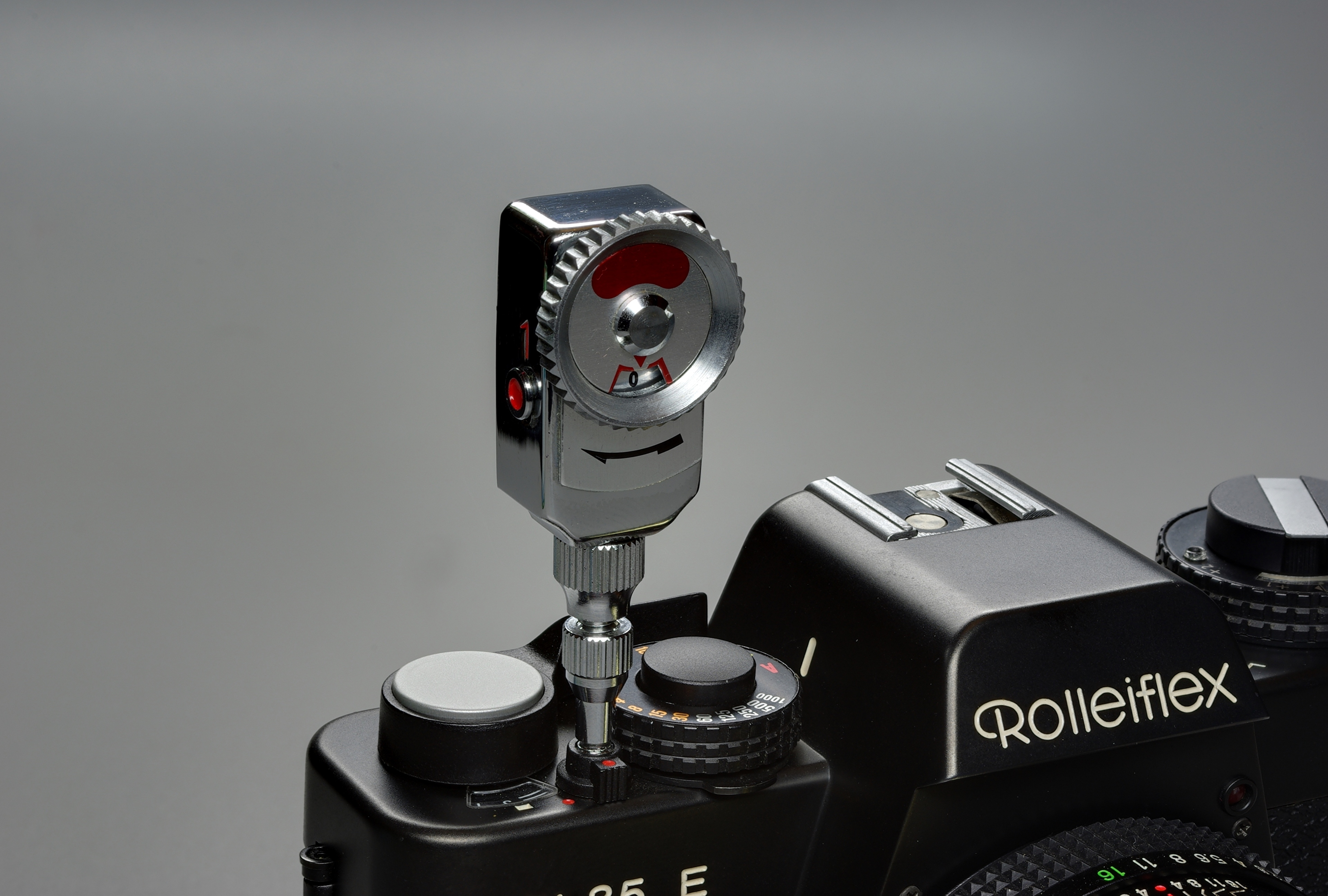